# カスタムブロックス
カスタムブロックス (CUSTOM BLOX) は、玩具メーカータカラトミー（旧トミー）より発売されている『ゾイド』シリーズに登場する架空の兵器群。

## 概要
カスタムブロックスとは、特に小型の武装ゾイドブロックスの一群である。その最大の特徴として、パーツの組替えにより武器に変形、他の通常ゾイドやブロックス、特にネオブロックスをカスタムアップする機能を持つことが挙げられる。
戦況に応じ友軍機とのチェンジマイズを行う機能は、従来のブロックス同様である。しかしカスタムブロックスは、機体を解体したり一部のパーツを分け与えたりするよりも、機体そのものを一つの武装ユニットとして運用することが前提となっている。このような設計思想はゾイド史上、ブロックスシステムではないTFゾイドや一部のSSゾイドにしか見られないものであった。型式番号の頭につくCBZとは、「CUSTOM BLOX ZOIDS」の略。
キットは「ネオブロックス」シリーズの一環として販売された。商品構成は、切り離し済み部品を組み立てるものとなっている。昆虫をモチーフとしたデザインが多い。イベント限定品を含めて、全7種類。
本来は「ゾイドバラッツ」の第二弾として企画された商品であったが、シリーズを改めての発売となった。ゾイドバラッツはブラインドボックスでの販売であったが、カスタムブロックスは商品パッケージに内容が明記されている。

## メタルホッパー
コオロギ型カスタムブロックス。「メタルブースト」に変形する。
メタルブーストを装備したNBZ01 ブレイブジャガーを、ブレイブジャガーメタルブーストカスタム、通称「メタルジャガー」と呼称する。
※機体諸元は「CBZ-01 メタルホッパー」商品パッケージおよび取り扱い説明書に準拠。
キャラクターモデル
パーツを組み換えることで、設定どおり二つの形態が再現出来る。ただし、メタルブースト形態の組み立て説明書の類は存在せず、各商品パッケージにて写真あるいはイラストが掲載されたのみである。実際にキットで変形を行うと、頭部・脚部が余剰してしまう。パイロットフィギュアは、椅座姿勢のものが1体。脚部はエアスプリッターと共通である。
CBZ-01 メタルホッパー
成型色は大まかに、全体がこい紫みの青（サファイアブルーに近い）、パイロットフィギュアがダークグレー。シール類は付属しない。
NBZ07 ブレイブジャガーセット

商品内容は、ブレイブジャガーとメタルホッパーの2体をセットとしたもの。いずれもカラーリングはそれぞれの通常版（NBZ01 ブレイブジャガーおよびCBZ-01 メタルホッパー）と同様。
カスタムブロックス5種セット

当商品パッケージでは、メタルブーストではなく「メタルブースター」とされていた。
作中での活躍
ゾイドバトルストーリー、漫画、アニメ、ゲームのいずれにも未登場。

## スピアウィング
スズメガ型カスタムブロックス。「スタンニードル」に変形する。
スタンニードルを装備したNBZ04 ラプトイエーガーを、ラプトイエーガースタンニードルカスタム、通称「ラプトスラッシャー」と呼称する。
※機体諸元は「CBZ-02 スピアウィング」商品パッケージおよび取り扱い説明書に準拠。
キャラクターモデル
パーツを組み換えることで、設定どおり二つの形態が再現出来る。ただし、スタンニードル形態の組み立て説明書の類は存在せず、各商品パッケージにて写真あるいはイラストが掲載されたのみである。実際にキットで変形を行うと、前翅・後翅・胸部装甲以外のパーツが余剰してしまう。パイロットフィギュアは、椅座姿勢のものが1体。腹部（コックピット）はハルパースと共通である。
CBZ-02 スピアウィング
成型色は大まかに、全体がややメタリック調のこい青紫（花紫に近い）、パイロットフィギュアがダークグレー。シール類は付属しない。
NBZ08 ラプトイエーガーセット

商品内容は、ラプトイエーガーとスピアウィングの2体をセットとしたもの。いずれもカラーリングはそれぞれの通常版（NBZ04 ラプトイエーガーおよびCBZ-02 スピアウィング）と同様。
カスタムブロックス5種セット

当商品パッケージでは、スタンニードルは前翅のみを使用するものとされていた。
作中での活躍
ゾイドバトルストーリー、漫画、アニメ、ゲームのいずれにも未登場。

## ガーニナル
ヨウチュウ型カスタムブロックス。その外見は正確にはイモムシに近い。コックピットは並列複座式となっている。「ガーニナキャノン」に変形する。
ガーニナキャノンを装備したNBZ05 ステゴガンツァーを、ステゴガンツァーガーニナキャノンカスタムと呼称する。
※機体諸元は「CBZ-03 ガーニナル」商品パッケージおよび取り扱い説明書に準拠。
キャラクターモデル
パーツを組み換えることで、設定どおり二つの形態が再現出来る。ただし、ガーニナキャノン形態の組み立て説明書の類は存在せず、各商品パッケージにて写真あるいはイラストが掲載されたのみである。実際にキットで変形を行ってパーツが余剰しないのはカスタムブロックス中このガーニナルのみ。パイロットフィギュアは、椅座姿勢のものが2体。
CBZ-03 ガーニナル
成型色は大まかに、全体が暗い灰みの緑（エバーグリーンに近い）、パイロットフィギュアがダークグレー。シール類は付属しない。
カスタムブロックス5種セット

当商品パッケージでは、ガーニナキャノンではなく単に「キャノン砲」とされていた。
作中での活躍
ゾイドバトルストーリー、漫画、アニメ、ゲームのいずれにも未登場。

## ハルパース
クモ型カスタムブロックス。「シザーアーム」に変形する。
シザーアームを装備したNBZ02 ハードベアーを、ハードベアーシザーアームカスタムと呼称する。
※機体諸元は「CBZ-04 ハルパース」商品パッケージおよび取り扱い説明書に準拠。
キャラクターモデル
パーツを組み換えることで、設定どおり二つの形態が再現出来る。ただし、シザーアーム形態の組み立て説明書の類は存在せず、各商品パッケージにて写真あるいはイラストが掲載されたのみである。実際にキットで変形を行うと、腹部が余剰してしまう。パイロットフィギュアは、椅座姿勢のものが1体。腹部（コックピット）はスピアウィングと共通である。
CBZ-04 ハルパース
成型色は大まかに、全体がごく暗い紫みの青（勝色に近い）、パイロットフィギュアがダークグレー。シール類は付属しない。
カスタムブロックス5種セット

当商品パッケージでは、シザーアームは脚部のみを使用するものとされていた。ハードベアーシザーアームカスタムやラプトカイザーではこちらの使用方法となる。
作中での活躍
ゾイドバトルストーリー、漫画、アニメ、ゲームのいずれにも未登場。

## キラービー
アシナガバチ型カスタムブロックス。コックピットは伏臥式となっている。「キラーバルカン」に変形する。
キラーバルカンを装備したNBZ03 ハリケンホークを、ハリケンホークキラーバルカンカスタムと呼称する。
※機体諸元は「CBZ-05 キラービー」商品パッケージおよび取り扱い説明書に準拠。
キャラクターモデル
パーツを組み換えることで、設定どおり二つの形態が再現出来る。ただし、キラーバルカン形態の組み立て説明書の類は存在せず、商品パッケージにて写真が掲載されたのみである。実際にキットで変形を行うと、腹部・後肢以外のパーツが余剰してしまう。パイロットフィギュアは、伏臥姿勢のものが1体。
CBZ-05 キラービー
成型色は大まかに、全体がくすんだ赤みの黄（コルクに近い）、パイロットフィギュアがダークグレー。シール類は付属しない。
作中での活躍
ゾイドバトルストーリー、漫画、アニメ、ゲームのいずれにも未登場。

## デッドバスター
テントウムシ型カスタムブロックス。「デッドランチャー」に変形する。
デッドランチャーを装備したNBZ06 ブラキオラケーテを、ブラキオラケーテデッドランチャーカスタムと呼称する。
※機体諸元は「CBZ-06 デッドバスター」商品パッケージおよび取り扱い説明書に準拠。
キャラクターモデル
パーツを組み換えることで、設定どおり二つの形態が再現出来る。ただし、デッドランチャー形態の組み立て説明書の類は存在せず、商品パッケージにて写真が掲載されたのみである。実際にキットで変形を行うと、脚部が余剰してしまう。パイロットフィギュアは、椅座姿勢のものが1体。
CBZ-06 デッドバスター
成型色は大まかに、全体がこい紫みの赤（ワインレッドに近いがもっと濃い）、パイロットフィギュアがダークグレー。シール類は付属しない。
作中での活躍
ゾイドバトルストーリー、漫画、アニメ、ゲームのいずれにも未登場。

## エアスプリッター
バッタ型カスタムブロックス。頭部が尖っており、その外見は正確にはショウリョウバッタに近い。コックピットは伏臥式となっている。「ソードスタビライザー」に変形する。
※機体諸元は「カスタムブロックス5種セット」商品パッケージおよび取り扱い説明書に準拠。
キャラクターモデル
パーツを組み換えることで、設定どおり二つの形態が再現出来る。ただし、ソードスタビライザー形態の組み立て説明書の類は存在せず、商品パッケージにてイラストが掲載されたのみである。実際にキットで変形を行うと、翅・後肢腿節以外のパーツが余剰してしまう。パイロットフィギュアは、伏臥姿勢のものが1体。脚部はメタルホッパーと共通である。
カスタムブロックス5種セット
カスタムブロックスが一般の店頭で発売される前の先行販売として、イベント『第23回次世代ワールドホビーフェア』会場にて限定販売された。商品内容は、CB-00 エアスプリッター、CB-01 メタルホッパー、CB-02 スピアウィング、CB-03 ガーニナル、CB-04 ハルパースの5体をセット販売としたもの。現在までのところ、エアスプリッターはこのセットにのみ含まれる。設定が決まりきっていなかったためか、それぞれの番号は、このセットでは上記のようにCBから始まっており、また、取り扱い説明書では「-」（ハイフン）が入るものの商品パッケージでは「CB00」というように省略されていた。
エアスプリッターの成型色は大まかに、全体がメタリック調のやわらかい黄（バンブーに近い、あるいは、金色ともいえる）、パイロットフィギュアがダークグレー。シール類は付属しない。メタルホッパー、スピアウィング、ガーニナル、ハルパースのいずれもカラーリングはそれぞれの通常版と同様。
作中での活躍
ゾイドバトルストーリー、漫画、アニメ、ゲームのいずれにも未登場。